# Lê Ngọc Hưng
 Lê Ngọc Hưng (sinh năm 1960) là một chính khách Việt Nam. Ông nguyên là Ủy viên Ban Chấp hành Đảng bộ tỉnh, nguyên Phó Chủ tịch Ủy ban nhân dân tỉnh Lào Cai khóa XIV, nhiệm kỳ 2011-2016

## Lý lịch và học vấn
Lê Ngọc Hưng sinh ngày 30 tháng 4 năm 1960 tại thị xã Yên Bái, tỉnh Yên Bái. Nguyên quán huyện Gia Lâm, Hà Nội.
Kết nạp vào Đảng Cộng sản Việt Nam ngày 22 tháng 12 năm 1993; chính thức ngày 22 tháng 12 năm 1994.
Trình độ học vấn:
- Giáo dục phổ thông: 10/10;
- Chuyên môn: Kỹ sư Trắc địa công trình;
- Lý luận chính trị: Cử nhân.

## Sự nghiệp
Từ 12/1985 - 9/1991: Cán bộ kế hoạch kỹ thuật Đội Khảo sát; Phụ trách Kế hoạch – Kỹ thuật Xí nghiệp Khảo sát thiết kế giao thông Hoàng Liên Sơn.
Từ 3/1994 - 9/1995: Trưởng ban Quản lý dự án các công trình xây dựng thị xã Lào Cai.
Từ 10/1991 - 2/1994: Trưởng phòng Tổng hợp nghiệp vụ, Xí nghiệp Khảo sát thiết kế giao thông Lào Cai.
Từ 10/1995 - 5/2002: Giám đốc Công ty Môi trường Đô thị Lào Cai; Ủy viên Ban chấp hành Đảng bộ thị xã Lào Cai.
Từ 6/2002 - 8/2005: Ủy viên Ban Thường vụ Thành ủy, Phó Chủ tịch Kinh tế - Đô thị, Ủy ban nhân dân thành phố Lào Cai.
Từ 9/2005 - 3/2008: Phó Bí thư Thành ủy, Chủ tịch Ủy ban nhân dân thành phố Lào Cai.
Từ 4/2008 - 23/6/2014: Ủy viên Ban chấp hành Đảng bộ tỉnh Lào Cai khóa XIII, XIV; Bí thư Đảng ủy, Giám đốc Sở Công thương Lào Cai.
Ngày 4/7/2014, kỳ họp thứ 11, Hội đồng nhân dân tỉnh Lào Cai khóa XIV đã bầu Lê Ngọc Hưng giữ chức Phó Chủ tịch Ủy ban nhân dân tỉnh nhiệm kỳ 2011 - 2016.
Ngày 21/6/2016, tại kỳ họp thứ nhất, Hội đồng nhân dân tỉnh Lào Cai đã bầu Lê Ngọc Hưng tiếp tục giữ chức vụ Phó Chủ tịch Ủy ban nhân dân tỉnh Lào Cai khóa XV, nhiệm kỳ 2016-2021.